# Externalisation
 (janvier 2013).
Si vous disposez d'ouvrages ou d'articles de référence ou si vous connaissez des sites web de qualité traitant du thème abordé ici, merci de compléter l'article en donnant les références utiles à sa vérifiabilité et en les liant à la section « Notes et références ».
L'externalisation, aussi appelée en français sous-traitance ou impartition (au Québec), et en anglais outsourcing, est le transfert total ou partiel d'une fonction d'une organisation (entreprise ou administration) vers un « partenaire externe ».

## Description
Elle consiste très souvent en la sous-traitance des activités jugées non essentielles et non stratégiques : pour une entreprise, il s'agit de celles qui sont les moins productrices de revenus. Il s'agit d'un outil de gestion stratégique qui se traduit par la restructuration d’une entreprise au sein de sa sphère d’activités : ses compétences de base et son cœur de métier (core business en anglais).
L'externalisation diffère de la simple prestation extérieure de services, et de la simple sous-traitance, dans la mesure où il y a :
- pilotage étroit par l'entreprise donneuse d'ordre ;
- engagement du prestataire externe.

Le terme d’infogérance désigne quant à lui les services d'externalisation informatique proposés par des sociétés de services en ingénierie informatique (SSII).
Le processus inverse, c'est-à-dire la reprise à l'interne de l'entreprise des activités externalisées est parfois observé. On parle alors de réinternalisation confondue avec la relocalisation ou backsourcing.

## Approches économique et juridique
L'externalisation du point de vue économique est un accord passé entre une organisation et un tiers pour la prise en charge, l'exploitation, la gestion continue et l'amélioration :
- de fonctions entières de l'organisation (ex. : informatique, nettoyage, ressources humaines, paie/revenus, facturation, comptabilité, marketing et communication) ;
- d'infrastructures (ex. : système d'informations[2], systèmes de sécurité, réseaux de télécommunications) ;
- de processus opérationnels (ex. : exploitation de matières premières, production industrielle, exploitation d'un réseau de télécommunications, stockage, logistique, transports) en amont ou aval de l'organisation.

L'externalisation repose en termes juridiques sur un contrat à durée fixe portant sur le transfert de tout ou partie de la fonction, du service et/ou de l'infrastructure ou du processus opérationnel de l'organisation entre l'organisation propriétaire et un opérateur. Les clauses de retour ou de réversibilité sont la clef d'une externalisation réussie.
Ce contrat peut inclure un transfert d'actifs et/ou de personnel. Le client se concentre sur la définition des résultats à atteindre.
L'externalisation est susceptible de toucher des organisations publiques et privées. Elle peut également toucher des organisations dites à haute fiabilité (organisations militaires, services d'urgences, sécurité etc.) sous certaines conditions (des modèles décisionnels particuliers à ces organisations sont mis en évidence dans le corpus existant).
Dans le secteur public, ce mode de gestion s'oppose à celui plus traditionnel de la régie. En ce qui concerne les services publics économiques, l'externalisation est opérée dès lors que la gestion d'un service n'est plus opérée en interne sous la responsabilité de l'autorité publique. On parle alors de gestion déléguée, et plus précisément de délégation ou de concession de service public, régime existant en droit administratif français depuis la fin du XIXe siècle. Le partenariat public-privé en constitue en France une forme plus récente née en 2003.
La logique de « cœur de métier » a été revendiquée par le Gouvernement français au nom de la Révision générale des politiques publiques (ou RGPP). Éric Woerth, ex Ministre du Budget au nom de la réforme de l'État français a rappelé le 4 août 2008 « que dans tous les ministères, les réformes identifiées permettent de mutualiser certaines tâches de support et de développer l’externalisation sur des fonctions qui ne sont pas au cœur du métier de l’État ».

## Démarche opérationnelle

### Identification des processus externalisables
Avoir recours à une solution d’externalisation est semblable à l’adoption de tout nouveau processus. Les étapes initiales comprennent l’établissement d'une politique générale, la définition du cœur de métier de l'entreprise et d’une liste de fonctions susceptibles d’être externalisées, puis la sélection de fournisseurs.
À titre d'illustration, les métiers de l'action commerciale (merchandising, animation, vente...) sont faiblement externalisés à hauteur de 2 % en France selon le baromètre Outsourcing 2008 d'Ernst & Young. Par contre, les processus des systèmes d'information ou des métiers d'administration des ventes et de gestion de la relation client seraient externalisés à hauteur de 30 % et potentiellement jusqu'à 85 %.

### Validation économique
Il est nécessaire d’effectuer une analyse coûts-bénéfices pour mesurer la valeur du modèle d’externalisation ainsi qu'une analyse de risques (gestion des risques et coût du backsourcing).

### Mise en œuvre détaillée par contrat
La mise en œuvre auprès d’un fournisseur de services est un processus complexe qui s'étudie sérieusement et donne lieu en général après des études de faisabilité, comportant des indicateurs de services mesurables et des matrices de responsabilités réciproques, à la rédaction d'une convention de services (SLA).
Du point de vue de la technique contractuelle, un conseil juridique s'avère indispensable pour examiner les points critiques du contrat à savoir :
- la définition du service attendu selon l'état de l'art, les spécifications techniques mesurables objectivement et pratiques pour être parfaitement appréhendées ;
- la définition du niveau de(s) performance(s) qui conditionnera les malus et bonus en termes de rémunération du prestataire ;
- la responsabilité des parties et les couvertures de transferts de risques (assurance, etc) suivant la grille de risques appliquée à l'opération d'externalisation ;
- la procédure de transfert de l'activité externalisée qui comprendra des audits et inventaires préalables validés ;
- les modalités permettant la continuité du service et de la performance (en cas de changement progressif, brutal d'activité voire en cas de crise) ;
- les modalités quant à la mise en œuvre de la clause de réversibilité de l'externalisation (backsourcing) ;
- les procédures de contrôle de l'externalisation (suivi, audits).

Enfin, en termes de gestion de projet et alors que le contrat est désormais signé après un appel à la concurrence dont la négociation prendra du temps, toute externalisation réussie demandera une communication interne et externe parfaitement préparée et mise en œuvre par les cocontractants pour éviter les blocages toujours possibles des parties prenantes (autres fournisseurs, clients, salariés, syndicats, tiers) en particulier en cas de délocalisation totale ou partielle.

## Justifications
Les motifs d'externalisation dans une entreprise sont multiples :
- assurer une plus grande disponibilité pour se concentrer sur le cœur de métier (sur les activités à valeur ajoutée) ;
- bénéficier de compétences étendues : par-rapport à la structure interne, le prestataire de services peut mettre les meilleurs spécialistes en face de problèmes parfois complexes ;
- disposer pour sa structure économique d'une meilleure flexibilité en cas d’augmentation ou de diminution du nombre de collaborateurs/d'activité de l'entreprise ; le prestataire peut s’adapter plus facilement à toute modification de la marche de l’entreprise ; l'entreprise qui externalise n'a d'autre part pas les soucis d’absence du personnel interne pour vacances, maladie ou autre ;
- enfin et surtout avec la montée en puissance d'une compétitivité globalisée, favoriser un meilleur contrôle des coûts liés à la fonction, à l'infrastructure, au processus externalisé ; étant contractuels, donc connus d’avance et fixes (engagements très souvent forfaitaires), ils peuvent être à terme moins élevés que des coûts internes grâce à leur mutualisation.

Selon P. Veltz, « On ne comprend donc pas la puissance de la vague d'externalisation si on ne réalise pas que, dans la plupart des cas, elle renvoie à trois constats simples » :
1. on maîtrise souvent mieux un fournisseur externe qu'un atelier ou une unité interne, parce qu'on dispose de moyens de pression beaucoup plus efficace, sur les délais, les prix, la qualité ;
2. en cas de baisse d'activité, il est tellement plus facile de se séparer d'un fournisseur que de licencier des salariés ;
3. il est souvent beaucoup plus simple - réducteur de complexité - d'exiger une prestation externe que d'organiser soi-même un processus de production, quitte à payer un surcoût.

Contrôle, diffusion du risque et simplification sont donc les trois enjeux de l'externalisation.

## Responsabilité
L’étendue de la responsabilité dépend des tâches confiées. Ainsi dans le cadre de la gestion de la paie, il faut bien distinguer :
- L’externalisation du système informatique de gestion de la paie (A) et
- L’externalisation de la gestion de la paie (B).

Dans le cas (A), l’entreprise saisit elle-même les informations dans un outil qui lui a été mis à disposition, elle reste donc responsable des erreurs liées au traitement de la paie. Dans le cas (B), le prestataire prenant totalement en charge le traitement de la paie il y a transfert de responsabilité pour les erreurs qui pourraient lui être imputables.

## Avantages et inconvénients
Les quatre principales motivations sont les suivantes :
- Contrôler et réduire les coûts opérationnels de l'entreprise avec pour objectifs d'améliorer certains ratios, de connaitre et de prévoir les montants avec précision. L'externalisation permet une vision à moyen et long terme étant donné l'évolution plus lente des coûts externes par rapport aux coûts internes de l'entreprise.
- Investir dans les secteurs clés les plus productifs de l'entreprise. Externaliser consiste alors à se focaliser sur son cœur de métier. C'est d'autant plus intéressant lorsque les activités externalisées sont peu maîtrisées au sein de l'entreprise, et sont donc réalisées avec plus ou moins de succès dans des délais assez importants. De plus, la perspective d'un travail de qualité nécessiterait en interne des investissements élevés.
- Augmenter sa compétitivité en bénéficiant de compétences humaines, technologiques et matérielles récentes : les entreprises spécialisées dans l’externalisation effectuent sans cesse des investissements pour rester compétitives et grâce à la mutualisation, ces prestataires peuvent proposer les meilleurs profils, processus et matériels élaborés à des prix très compétitifs.
- Anticiper, afin d'accélérer des changements structurels : par exemple, lorsque le facteur temps est prioritaire, le recours à l'externalisation va fluidifier et accélérer la mise en œuvre, du fait de la rapidité du processus. Ainsi, plus l'environnement aura tendance à évoluer rapidement, plus le recours à un prestataire externe aura du sens car il pourra mettre en place les équipes et les moyens nécessaires à la situation. La flexibilité du prestataire sera appréciable, autant lors des phases de croissance que des phases de décroissance.

L'externalisation présente également des inconvénients :
- La perte de maîtrise et des compétences au sein de l'entreprise ainsi que le manque de formations des employés qui n'ont pas les outils nécessaires pour accomplir leurs fonctions.
- Le sentiment d'appartenance moins importante à l'entreprise qui sous-traite et à ses projets de l'équipe externalisée par rapport à une équipe interne.
- La dépendance vis-à-vis du prestataire, comme des délais trop longs ou une détérioration du service.
- Un manque d'information et de transparence.
- La diminution des salaires versés aux employés.
- La détérioration de la qualité de la production ou du service fournis par celle-ci (par exemple les lignes aériennes qui sous-traitent Swissport pour leurs services au sol).
- La déresponsabilisation envers les entreprises, ainsi que le conflit sur les procédures à suivre ce qui crée un climat de travail malsain.
- La crainte d'une irréversibilité.
- Les facteurs psychologiques, notamment pour les cadres et le personnel en place s'interrogeant sur leur maintien en poste en cas de recours par leur employeur à une équipe externalisée ou sur une remise en question sur la crédibilité des employeurs ainsi que le manque d'avantages sociaux.

## Risques

### Principaux risques
Il existe également certains risques en matière d’externalisation :
- Coûts cachés avant externalisation révélés après qui réduit voire annihile l'avantage économique initialement prévu dans la chaîne de valeur (effet devise, coûts du transport, gestion du personnel voire de l'encadrement, etc.).
- Perte de confiance auprès du fournisseur sous-traitant ou la création de conflits d'intérêts ce qui diminue le rendement et la performance de la société sous-traitante.
- Perte de la qualité du produit ou de la prestation entraînant une perte de compétitivité voire une perte de part de marché.
- Perte de substance au sein de l'entreprise par la perte du contrôle des opérations ou la perte de connaissances fondamentales dans l’entreprise, de son capital immatériel.
- Diminution de la maîtrise des informations par la perte de la confidentialité d'informations sensibles.
- Fiabilité et pérennité du partenaire externe choisi (risque de réputation notamment).
- Mauvaise réversibilité de l'opération en cas de « réinternalisation » (ou backsourcing).

### Moyens de la prévention
Il faut examiner ces risques de près ultérieurement avec son fournisseur avant de signer tout contrat. Il importe également de diagnostiquer le rythme habituel d'évolution du périmètre à externaliser; plus ce changement est fréquent, mieux devront être définis contractuellement avec le prestataire de services quelles sont les modalités d'étude et de réalisation de ces changements.
Il faut tenir compte des stratégies de limitation des risques dans le contrat d’externalisation. Par exemple, il est possible de régler le problème du manque de confidentialité en donnant seulement accès à l’information pertinente au processus externalisé.
L'effet de mode ou d'imitation de la concurrence est en tous les cas à proscrire comme cela a pu être le cas en matière d'infogérance informatique avec l'effet Kodak entre Kodak et IBM. Dans le secteur de la construction d'avions, les limites de l'externalisation semblent atteintes dès lors que les compétences internes ne sont plus suffisantes pour maîtriser les délais de lancement annoncés (retards de livraison de l'A380 comme du dernier né de Boeing).

## Externalisation et délocalisation
L'externalisation est fréquemment associée d'une manière erronée au phénomène de la délocalisation.
Les deux modes de gestion des organisations ne doivent pas être confondus pour autant :
- Toute externalisation n'entraîne pas de délocalisation, puisqu'elle ne fait souvent appel qu'à de la sous-traitance locale.
- Toute délocalisation n'est pas forcément de l'externalisation, par exemple dans le cas où c'est l'entreprise elle-même qui déplace l'un de ses propres sites de production.

### Externalisation sans délocalisation
À titre d'illustration, selon une étude Markess International intitulée « Contribution de l’Externalisation des Applications et Processus RH », 2006-2008, basée sur les interviews de 400 responsables d’organisations privées et publiques basées en France, une entreprise sur deux externalise ou externalisera d’ici 2008 ses applications ou processus RH.
Parmi les avantages d'une externalisation a priori sans délocalisation, les expertises locales, le respect des réglementations nationales et la maîtrise des coûts sans effet de change sont au hit parade des motifs des dirigeants qui exigent un service irréprochable pour une prestation de plus en plus complexe avec la stratification des règlementations.

### Externalisation avec délocalisation
Dans le domaine de la production, le secteur textile et de la confection est sans doute le premier secteur industriel à avoir connu ce phénomène dès les années 1970. D'autres secteurs ont suivi : maroquinerie, chaussure par exemple pour gagner des secteurs plus sophistiqués comme aujourd'hui celui de l'automobile où les délocalisations vers l'est européen ne sont plus des chimères.
Dans le domaine des services, c'est surtout dans le secteur informatique que le mouvement a pris une ampleur très forte notamment vers l'Inde et les pays de l'Est (Russie) compte tenu de la capacité à réaliser des prestations intellectuelles à distance. On parle alors d'externalisation « offshore » ou délocalisée.
Selon Luc Fayard, alors directeur de la rédaction de la revue 01 Informatique, ce mouvement est visible depuis 2004. « Des pans entiers de l'économie mondiale se modifient profondément à cause de l'offshore. Le mouvement amorcé aux États-Unis a pris de l'ampleur en Grande-Bretagne et en Allemagne. Pour l'instant, il est encore sporadique en France. Mais il est clair, désormais, que peu de pays développés vont y échapper. Selon McKinsey, 40 % des 500 premières entreprises européennes ont commencé à délocaliser une partie de leurs opérations. Rien qu'en informatique, selon une enquête CRM Buyer, 30 % des entreprises interrogées ont prévu de passer leur infrastructure en offshore dans les douze prochains mois, et 30 % sont en phase d'évaluation ; quant au développement de logiciels, deux tiers des répondants pensent l'externaliser d'ici à un an ! ».
Les entreprises choisissent souvent leur destination en fonction de la langue d’usage. Certains pays, à l’instar de l’île Maurice, proposent des services bilingues en anglais et en français.

### Ré-internalisations ou relocalisations
Mais des mouvements de réinternalisation ou backsourcing sont déjà avérés y compris en France en particulier dans le domaine informatique, celui des centres d'appel comme celui des compagnies d'assurance.
Simon Scarott de Compass MC indique pour ce secteur :
- « Les augmentations des coûts de personnel peuvent atteindre désormais jusqu'à 15 % par an dans des pays comme l'Inde, réduisant ainsi l'intérêt économique de l'offshore ».
- « Comme pour toute prestation d'externalisation, « Il est insuffisant de simplement se décharger des opérations problématiques et des processus inefficaces vers d'autres pays, dans l'espoir de les voir s'améliorer. Trop d'exemples montrent que ces pratiques peuvent mettre en péril la qualité du service et n'aboutissent pas aux économies attendues. En fait, il s'agit de savoir dans quelle mesure les économies sont réelles et durables et continueront à satisfaire le consommateur. »

Outre la réinternalisation pure et simple, l'externalisation avec relocalisation ne sont plus rares.
Ces mouvements illustrent un retour de balancier naturel dès lors que les avantages initiaux de l'externalisation ont disparu. L'optimum initial à l'origine de la première décision se trouve ainsi changé pour le décideur économique.
En France, Atol (Lunetiers) et Samas (Fabrication de caissons à roulettes) illustrent ces choix du retour au « made in France » .
Dans le premier cas, pour Atol, à technicité égale entre le pays local et le pays de délocalisation, la relocalisation peut être un avantage commercial au vu de la demande client d'un produit local plus cher. Elle permet aussi des circuits de production plus courts, moins chers en logistique, plus réactifs et innovants du fait de la proximité du marché.
Dans le second cas, pour Samas, les avantages apparents (salaires, prix et qualité) se sont estompés. Problèmes de qualité, coûts salariaux en rattrapage dans le pays de délocalisation, coût de logistique ont eu raison de la décision initiale.
Ce mouvement de relocalisation se confirme depuis ces dernières années dans tous les secteurs (Geneviève Lethu (Arts de la table), La Mascotte (Textile)) avec une analyse des coûts masqués qui apparaissent après plusieurs années d'externalisation et/ou de délocalisation comme le coût du transport, de la non-qualité, du non-respect de la propriété intellectuelle, de l'incapacité d'honorer les législations internationales (ISO 14001, ISO 26000) ou européennes (sécurité des produits).
Dernier phénomène constaté lorsque l'externalisation s'est délocalisée en particulier dans des pays dont la sécurité est incertaine : plus d'une entreprise sur deux (52 %) reconnaît que « l'activité criminelle tend à annihiler le bénéfice d'une délocalisation dans un pays à bas coût de main-d’œuvre », selon un dernier sondage publié en 2010 (EDHE-CDSE)[réf. nécessaire].
Comme toute modification d'un processus industriel et d'une chaîne de valeurs, ces mouvements d'investissements ont à chaque fois un coût économique et social qu'il faut réintégrer dans le calcul économique des acteurs comme des autorités chargées d'établir la règlementation applicable.